# Liste der Kantonsschulen des Kantons Aargau

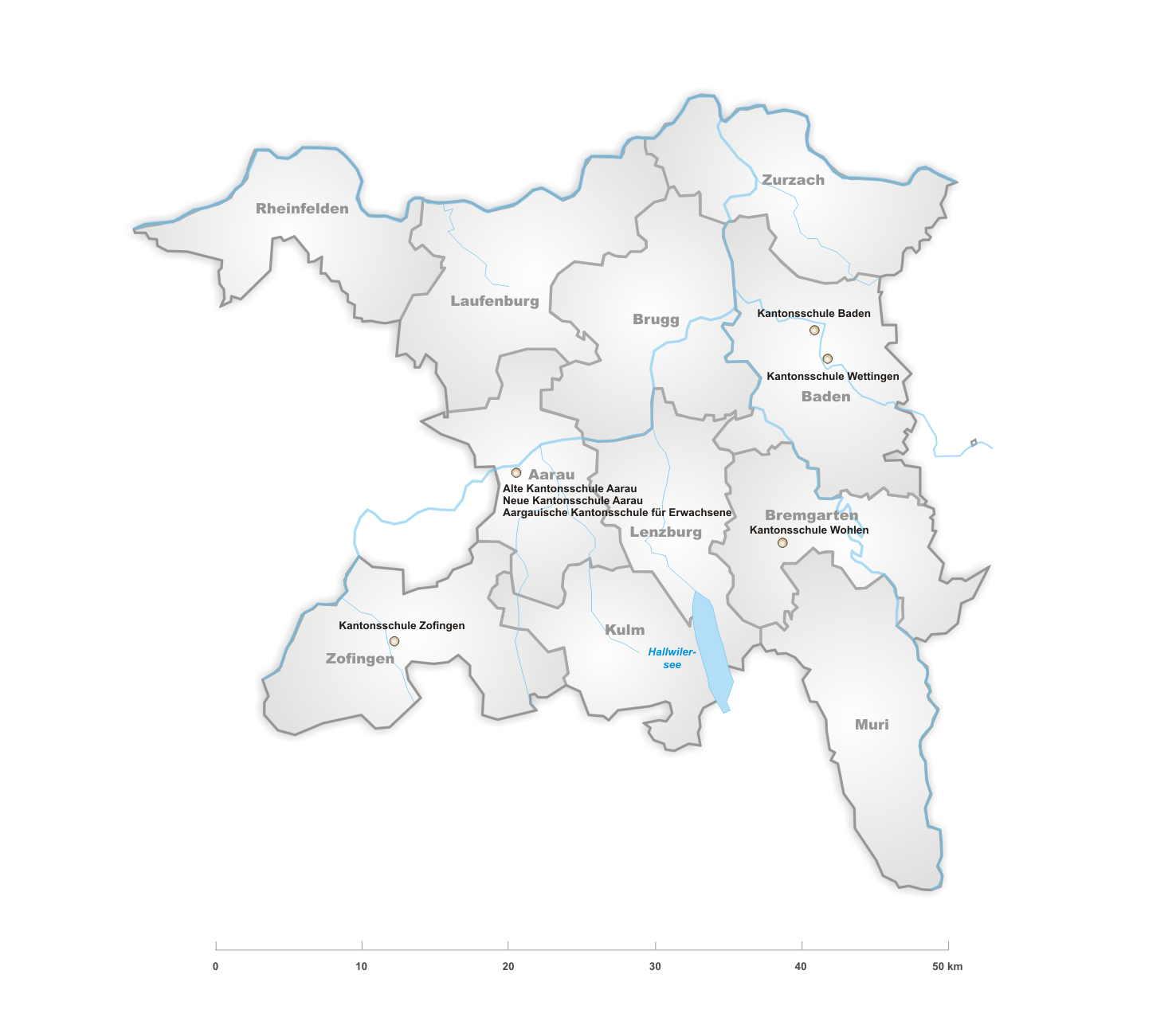
Kantonsschulen des Kantons Aargau

Die Liste der Kantonsschulen des Kantons Aargau zeigt die sieben öffentlichen Kantonsschulen des gesamten Kantons Aargau.
Als einzige Region besitzt das Fricktal keine eigene Kantonsschule. Für Schüler dieser Region besteht jedoch die Möglichkeit, ihre Mittelschulbildung im Kanton Basel-Landschaft zu absolvieren, in einzelnen Fällen auch im Kanton Basel-Stadt.

## Kantonsschulen
Hinweis: Die Liste ist sortierbar: durch Anklicken eines Spaltenkopfes wird die Liste nach dieser Spalte sortiert, zweimaliges Anklicken kehrt die Sortierung um. Durch das Anklicken zweier Spalten hintereinander lässt sich jede gewünschte Kombination erzielen.
| Name der Kantonsschule                          | Eröffnung | Schüler | Lehrpersonen | Rektor                | Ortschaft | Bild                                                                                        |
| ----------------------------------------------- | --------- | ------- | ------------ | --------------------- | --------- | ------------------------------------------------------------------------------------------- |
| Alte Kantonsschule Aarau Alte Kanti/AKSA        | 1802      | 1400    | 170          | Andreas Hunziker      | Aarau     | Alte Kantonsschule Aarau                                                                    |
| Neue Kantonsschule Aarau Neue Kanti/NKSA        | 1976      | 933     | 122          | Zsolt Balkanyi-Guery  | Aarau     | Neue Kantonsschule Aarau                                                                    |
| Kantonsschule Baden Kanti Baden/KSBA            | 1961      | 1486    | 250          | Daniel Franz          | Baden     | Kantonsschule Baden                                                                         |
| Kantonsschule Wettingen KSWE                    | 1976      | 1100    | 160          | Paul Zübli            | Wettingen |                                                                                             |
| Kantonsschule Wohlen Kanti Wohlen               | 1976      | ca. 820 | ca. 130      | Matthias Angst        | Wohlen    | Kantonsschule Wohlen/KSWO                                                                   |
| Kantonsschule Zofingen Kanti Zofingen/KSZO      | 1976      | ca. 380 | ca. 70       | Patrick Strössler     | Zofingen  | Bildungszentrum Zofingen                                                                    |
| Aargauische Maturitätsschule für Erwachsene AME | 1992      | 240     | 35           | Barbara Keller Tanner | Aarau     | Aargauische Maturitätsschule für Erwachsene (in den Gebäuden der Neuen Kantonsschule Aarau) |